# Poceirão
Poceirão era una freguesia portuguesa del municipio de Palmela, distrito de Setúbal.

## Historia
Creada por Ley n.º 67/88, de 23 de mayo, con territorio segregado de las freguesias de Marateca y Palmela, Poceirão fue suprimida el 28 de enero de 2013, en aplicación de una resolución de la Asamblea de la República portuguesa promulgada el 16 de enero de 2013 al unirse con la freguesia de Marateca, formando la nueva freguesia de Poceirão e Marateca.